# Phnom Penh (stacja kolejowa)
Phnom Penh – główna stacja kolejowa w Phnom Penh, w Kambodży. Znajduje się on obok Uniwersytetu Nauk o Zdrowiu, Narodowego Uniwersytetu Zarządzania i ambasady kanadyjskiej.
Stacja została wybudowana w 1932 roku ze zbrojonego betonu do obsługi linii kolejowej do Battambang.